# DimaSport
DimaSport est un équipementier français fondée en 1967 spécialisée dans la fabrication et la vente de matériel servant à la pratique de l'athlétisme et de la gymnastique. La société présidée par Isabelle Draux et basée à Ozoir-la-Ferrière Le directeur commercial est Christophe Desbouis. DimaSport équipe certains grands championnats et certains meetings internationaux.

## L'entreprise

Ancien logo.

DimaSport est une marque d'équipementier sportif française basée en Seine-et-Marne (France).
Les produits emblématiques de DimaSport sont les matelas de saut (hauteur et perche notamment) rouge et bleu qui sont diffusés depuis plus de trente ans dans le monde entier. DimaSport est d'ailleurs partenaire de nombreuses fédérations et organismes tel l'UNSS, la Fédération française d'athlétisme ou l'INSEP.
Parmi les autres produits de l'équipementier seine-et-marnais : les haies, les cages de lancers, les starting-blocks ou les tapis de saut (gymnastique).